# خیرت لوتسی
خیرت لوتسی (هلندی: Geert Lotsij; ۱۳ ژانویهٔ ۱۸۷۸ – ۲۹ ژوئن ۱۹۵۹) قایقران روئینگ اهل هلند بود.